# Constantino León
Constantino León (ur. 12 kwietnia 1974 w Pampas) – peruwiański lekkoatleta specjalizujący się w biegu maratońskim, olimpijczyk.
León uczestniczył w biegu maratońskim podczas Igrzysk Olimpijskich w 2008. Z czasem 2:28:04 uplasował się pod koniec stawki, na 61. miejscu. Rok później na mistrzostwach świata w Berlinie zajął 51. pozycję.